# Historic Columbia River Highway

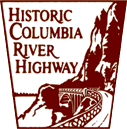
Logo des HCRH

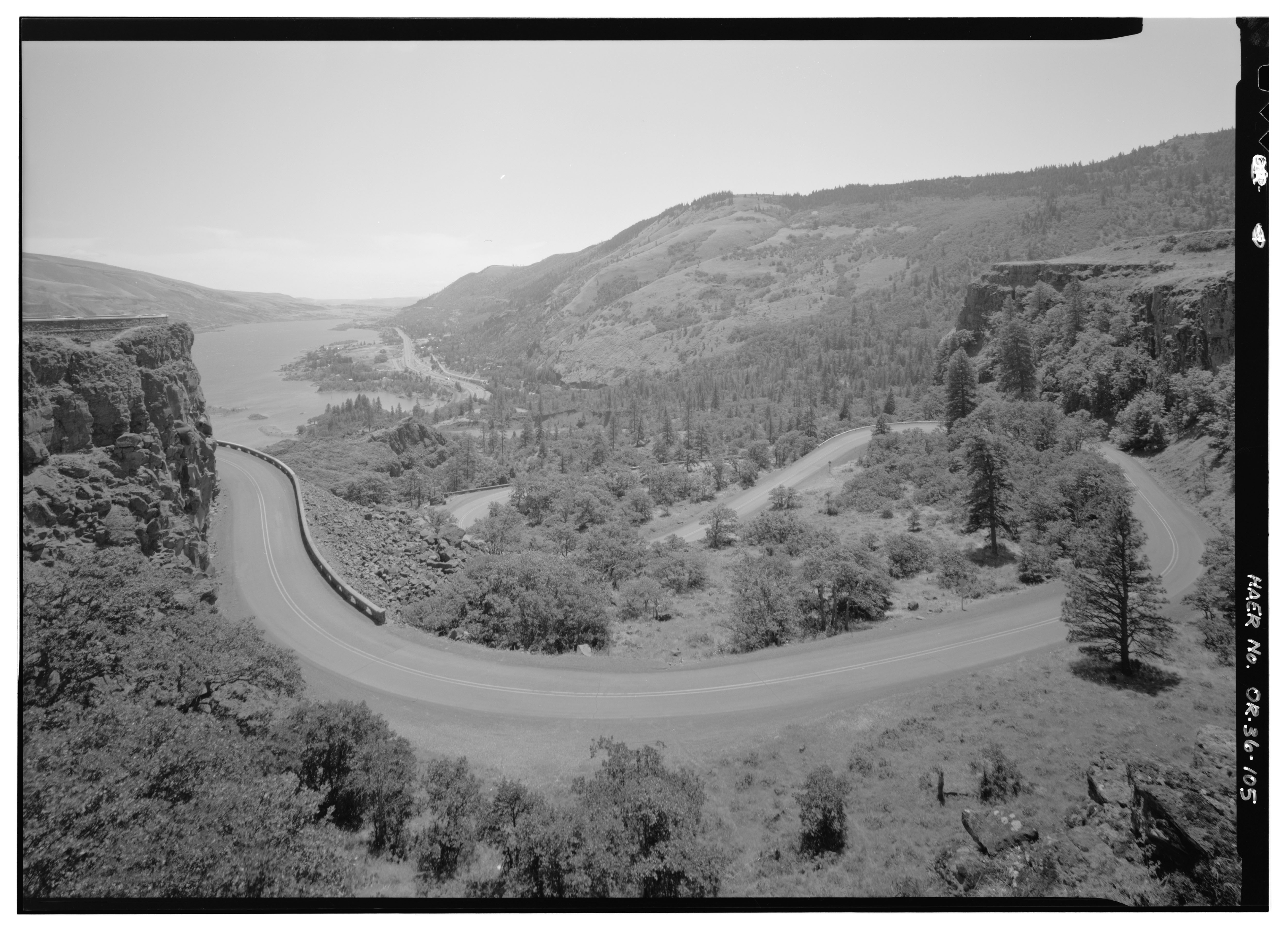
Rowena Loops in einem Abschnitt des HCRH durch den Mayer State Park

Streckenabschnitte des HCRH

Der Historic Columbia River Highway (HCRH) ist ein ursprünglich 120 Kilometer langer Scenic Highway im US-Bundesstaat Oregon zwischen dem Sandy River bei Troutdale und The Dalles. Er war der erste als Scenic Highway gebaute Highway in den USA und ist deshalb im National Register of Historic Places und als National Historic Landmark eingetragen.

## Geschichte
Der Unternehmer Samuel Hill und der Ingenieur Samuel C. Lancaster waren die Hauptinitiatoren für den Bau des Highways durch die Columbia River Gorge. Lancaster plante den Highway als Scenic Highway, der nicht nur als Ost-West-Verbindung durch die Columbia River Gorge führen sollte, sondern von vornherein als Panoramastraße wegen der landschaftlich schönen Ausblicke auf die zahlreichen Wasserfälle und auf die Schlucht des Columbia River geplant war. Lancaster plante die Brücken und Tunnel der Strecke als künstlerische Bereicherungen der Landschaft.
Der Bau begann 1913, nachdem Hill und seine Mitstreiter die Verwaltung des Multnomah County und des Staates Oregon überzeugt hatten, dass der Columbia River Highway ein bedeutender Teil des neu zu bauenden Highwaynetzes werden würde. Der pensionierte Holzunternehmer John B. Yeon übernahm als Straßenmeister des Multnomah County die Bauaufsicht. Der Bau wurde mit Bundes- und Staatsgeldern gefördert, so dass der 119 Kilometer lange Highway zwischen Troutdale und The Dalles 1922 fertiggestellt werden konnte.
Die Bauausführung macht den Highway zu einem Meilenstein modernen Straßenbaus in Amerika des 20. Jahrhunderts. Seine Straßenführung und die Straßenentwässerung wurde nach westeuropäischen Vorbildern ausgeführt, der Highway war gesäumt mit Trockenmauerwerk, führte über Betonbrücken und durch Tunnels und erhielt eine befestigte Betonfahrbahn. Der Highway wurde weitergeführt und reichte schließlich von der Küste bis Pendleton und wurde dort mit dem alten Oregon Trail Highway verbunden.
Simon Benson, ebenfalls ein Holzunternehmer im Ruhestand, kaufte mehrere landschaftlich schöne Gebiete längs der Strecke auf und schenkte sie dem Staat, der sie als State Parks öffentlich zugänglich machte. Die Benson State Recreation Area wurde nach ihm benannt, der John B. Yeon State Scenic Corridor erinnert an den Bauleiter John B. Yeon.
Mit der Einführung des US-Highway-Systems 1926 erhielt der Columbia River Highway die Bezeichnung U.S. Route 30. Der Columbia River Highway wurde von Millionen Reisenden genutzt und wurde einer der bekanntesten Highways des Landes. Der zunehmende Autoverkehr verlangte jedoch nach einer schnelleren und breiteren Verbindung durch die Columbia River Gorge. So wurden ab 1930 Abschnitte des alten Highways durch neue, besser ausgebaute Abschnitte ersetzt, die nah am Flussufer entlangführen. Die neue Strecke erhielt die Bezeichnung Columbia River Highway No 2. Um 1960 hatte der neue Highway fast alle Abschnitte des alten Highways ersetzt. In den 1970er Jahren wurde der Columbia River Highway No 2 zum vierspurigen Freeway ausgebaut und erhielt erst die Bezeichnung Interstate 80N und später die heutige Bezeichnung Interstate 84.
Der westliche Abschnitt des alten Highways blieb als Zugang zu den Wasserfällen und Aussichtspunkten erhalten, der mittlere Abschnitt zwischen Cascade Locks und Hood River wurde für den neuen Interstate überbaut, andere Abschnitte wurden für den Autoverkehr aufgegeben und verfielen.
In den 1980er Jahren erwachte das Interesse am alten Scenic Highway neu. Ab 1981 untersuchte der National Park Service, angeregt durch Bürger und lokale Behörden, den alten Columbia River Highway und betonte in seinem Untersuchungsbericht die historische und kulturelle Bedeutung der alten Strecke. Seit Dezember 1986 ist der Historic Columbia River Highway als Historic District im National Register of Historic Places verzeichnet. Im Mai 2000 erhielt der Highway den Status eines National Historic Landmarks. 1984 bezeichnete die American Society of Civil Engineers den Highway als National Historic Civil Engineering Landmark. 1999 wurde er zur National Scenic Byway – All American Road erklärt.

Das Oregon Departement of Transportation hat in Zusammenarbeit mit dem Oregon Parks and Recreation Departement, dem State Historic Preservation Office und Travel Oregon seit 1987 vorhandene Strecken wieder instand gesetzt oder aufgegebene Abschnitte wieder freigelegt und für eine potentielle Restaurierung untersucht. Inzwischen sind fast 100 der früher 120 Kilometer langen Strecke wieder für den Autoverkehr oder als Historic Columbia River Highway State Trail für den nichtmotorisierten Verkehr zugänglich. Einige Abschnitte waren durch den neuen I-84 überbaut worden.